# Stößen
Stößen è una città tedesca di 908 abitanti situata nel land della Sassonia-Anhalt.